# Jezero Klanječko
 Jezero Klanječko  falu Horvátországban Krapina-Zagorje megyében. Közigazgatásilag Veliko Trgovišćéhez tartozik.

## Fekvése
Zágrábtól 25 km-re, községközpontjától  2 km-re északra Horvát Zagorje területén és a megye délnyugati részén fekszik. 

## Története
A falu felett emelkedő dombon álló Szent György templom a térség legrégibb temploma. Pontos építési ideje nem ismert, csak feltételezik, hogy a 14. században, de legkésőbb a 15. század elején már állt. Első írásos említése 1437-ben történt, amikor új papja érkezett. A bejárat felett az 1622-es évszám látható, így feltételezhető hogy korábban helyén egy fából épített templom állt. A falu iskolája már az 1700-as években működött, első tanítóját 1737-ben említik. Jezero Klanječko a 17. és 18. században az egyházi és társadalmi élet központja volt. Ezért Szent György mind a mai napig a község védőszentje maradt, noha a plébániatemplom időközben a veliko trgovišćei Hétfájdalmú Szűzanya templom lett. Később jelentőségét fokozatosan elveszítette és központi szerepét fokozatosan a kedvezőbb földrajzi fekvésű Veliko Trgovišće vette át. 
A településnek 1857-ben 198, 1910-ben 280 lakosa volt. Trianonig Varasd vármegye Klanjeci járásához tartozott. 2001-ben 215 lakosa volt. 

## Nevezetességei
Szent György tiszteletére szentelt templomának elődje a középkorban épült, építési ideje ismeretlen. A mai templomot a bejárat feletti felirat tanúsága szerint 1622-ben építették, kegyura az Erdődy család volt. A templom egyhajós épület három oldalú szentéllyel, barokk elemekkel, de a szentély ablakai késő gótikus stílusban készültek. Hosszúsága 16,5 méter, szélessége 10,5 méter. A hajó mennyezete sík. A bejárat feletti lovas Szent György falképet Josip Kovačiček festette. A templomnak három oltára van. Az eredeti főoltár a 17. században készült, azonban 1760-ban új barokk oltárt építettek helyette. A főoltár képén a sárkányt legyőző Szent György ábrázolása látható, mellette Szent Péter és Szent Pál apostolok szobrai, a szélén pedig Szent Márton és Szent Fábián szobrai állnak. A főoltár felső részén levő festményen a Szentháromság látható. A jobb oldali mellékoltárt a Szenvedő Krisztus, a bal oldalit a Boldogságos Szűz Mária tiszteletére szentelték. Erdődy Gabrilella grófnő ajándékai.

## A tó legendája
A település történetéhez egy legenda kapcsolódik, mely szerint az itteni nagy tóban egykor régen egy szörnyű hétfejű sárkány élt, melyet senki sem tudott legyőzni. A sárkány minden napra követelt egy embert és amikor feldühödött a tó egész környékét elpusztította. Elpusztultak a falvak, az állatok, a földek és a vetés. Ezért az emberek minden nap adtak egy férfit vagy nőt, hogy a sárkány felfalja. Ekkor a fenevad megnyugodott és mindenki boldogan élhetett kivéve azt az egyet akit a sárkány vacsorára várt. A sárkány azonban egy idő után válogatós lett és csak a fiatal szüzek feleltek meg a számára. Az emberek ebbe is beleegyeztek, talán azért mert a falusi tanácsban főként férfiak ültek és a környéken újra béke honolt. El is készítették a névsort, hogy a szüzek mikor járuljanak a sárkány elé. Egyszer aztán a falu leggazdagabb és legtekintélyesebb gazdájának a lányára is sor került akinek a szavára mindenki hallgatott. Az embereknek megesett rajta a szíve és felajánlottak egy másik lányt helyette, de ő nem fogadta el és szomorúan indult a tó felé. Útközben találkozott egy ifjú hőssel Györggyel, aki messze földön híres volt bátorságáról és kardforgató tudományáról. Miközben beszélgettek azt ifjú vigasztalta a lányt és együtt mentek a tóhoz, ahol a sárkány már várta őket. Amikor a sárkány az ifjút meglátta iszonyú haragra gerjedt. Mind a hét fejéből tüzet okádott és hatalmas farkát a vízbe csapkodva nagy hullámokat keltett. Ám a hős György nem ijedt meg, hanem kardot rántott. A szörnyű harc hét órán át tartott és hősünk minden órában levágta a sárkány egy-egy fejét. Amikor az utolsó fej is lehullt a sárkány élettelen teste a víz mélyére merült. A rettegésnek vége szakadt és a történet szerint miután az emberek hősünket illendően megajándékozták útra kelt, hogy újabb kalandokat keressen és új sárkányokra találjon. A Szutla folyó közelében, nem messze Klanjec városától ma is található egy kis tó, melyben nagy halak élnek és van egy kis falu, melyet Jezero Klanyecskónak hívnak. A felette emelkedő dombon pedig templom áll, melyet Szent György tiszteletére szenteltek.